# Thecla amyntor
Thecla amyntor är en fjärilsart som beskrevs av Pieter Cramer 1779. Thecla amyntor ingår i släktet Thecla och familjen juvelvingar. Inga underarter finns listade i Catalogue of Life.